# Chérencé-le-Roussel
Pour les articles homonymes, voir Chérancé et Roussel.
Chérencé-le-Roussel est une ancienne commune française, située dans le département de la Manche en région Normandie, peuplée de 274 habitants, devenue le 1er janvier 2017 une commune déléguée au sein de la commune nouvelle de Juvigny les Vallées.

## Géographie
| Lingeard          | Perriers-en-Beauficel | Brouains                            |
| Le Mesnil-Gilbert | Chérencé-le-Roussel   | Sourdeval, Saint-Clément-Rancoudray |
| Le Mesnil-Tôve    | Le Mesnil-Tôve        | Saint-Barthélemy, Bellefontaine     |

## Toponymie
Le nom de la localité est attesté sous les formes Charenceium en 1235, Charenceio en 1236, Charenceyo en 1369 et 1370, Charenceyo le Roussel en 1371 et 1372, Charencé le Roussel en 1393, Chérencé-le-Rouxel au XIXe siècle.
Roussel représente un nom de famille, relativement fréquent dans la Manche, qui dut être celui d'un ancien seigneur. Il s'agit initialement d'un sobriquet médiéval évoquant une particularité physique, issu de l’ancien français rossel « roux, roussâtre », d’après la couleur des cheveux.
Le gentilé est Chérencéens.

## Histoire
En 1105, Gaulin de Chérencé donne l'église de Chérencé à l'abbaye de Lonlay.
Pierre Anquetil instituteur de Chérencé-le-Roussel, chouan, sera condamné à mort et exécuté le 20 juillet 1799, pour l'assassinat de Laurent Leroy (1768-1796), curé de Saint-Aubin-des-Préaux alors qu'il célébrait la messe le 15 février 1796. Il était accompagné de deux autres chouans, Gabriel Brehier de Tirepied et Nicolas Lemetayer laboureur de Subligny.
Lors de la bataille de Normandie, Chérencé-le-Roussel est libéré le 6 août 1944 par le 1er bataillon du 39e régiment d'infanterie de la 9e division d'infanterie américaine. Sa reprise est le premier objectif opérationnel de la 116e division blindée allemande le 7 août 1944 lors du déclenchement de l'opération Lüttich pour tenter de couper la percée américaine née du succès de l'opération Cobra. Les Allemands échouent dans leur tentative de reprendre la localité, ce qui provoque le remplacement immédiat de Gerhard von Schwerin alors chef de la 116e division blindée allemande.

## Politique et administration

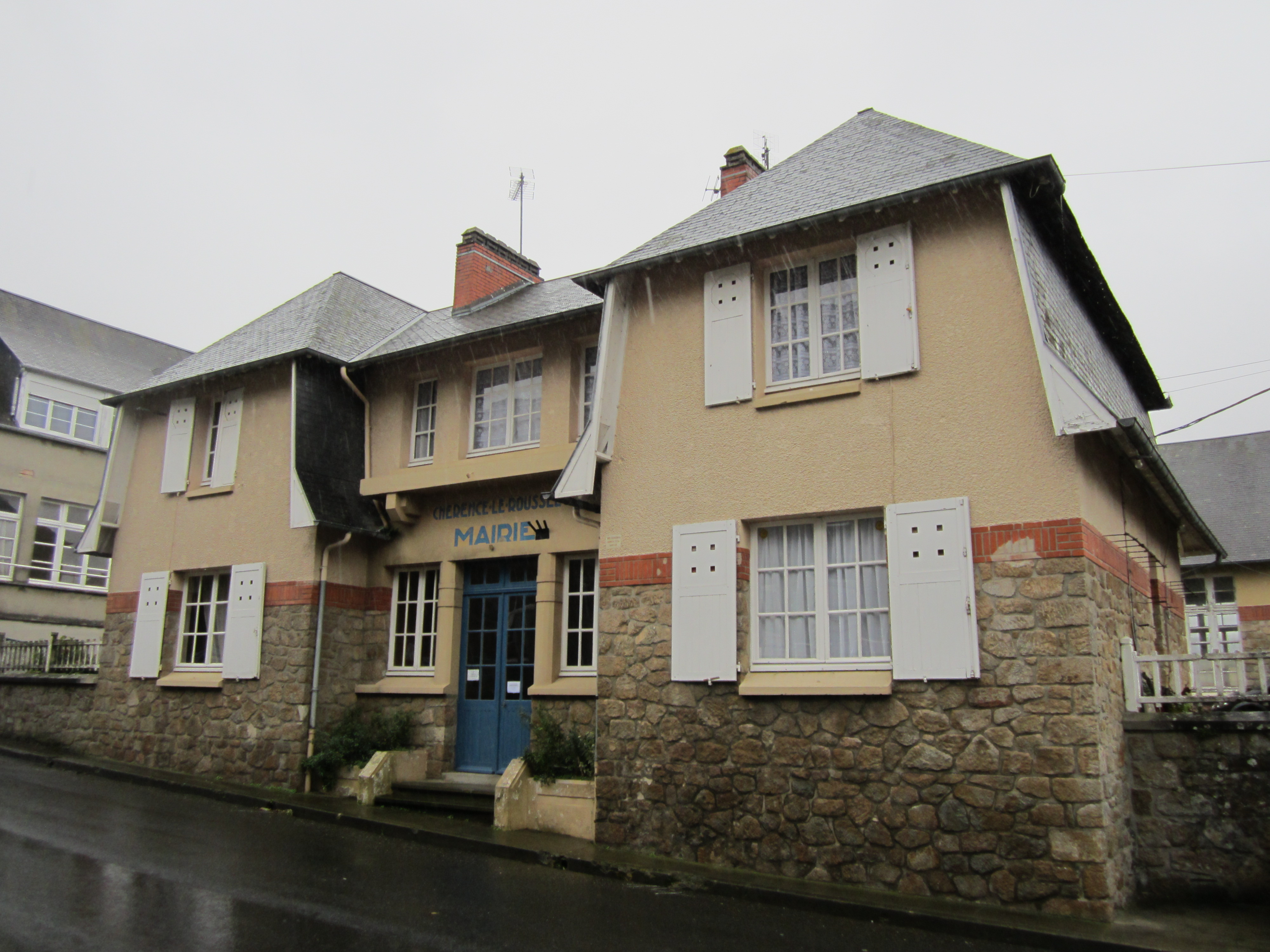
La mairie annexe.

### Liste des maires
| Période                                  | Période       | Identité                | Étiquette | Qualité                         |
| ---------------------------------------- | ------------- | ----------------------- | --------- | ------------------------------- |
| Les données manquantes sont à compléter. |               |                         |           |                                 |
| octobre 1802                             | octobre 1804  | Jacques Lecomte         |           |                                 |
| novembre 1804                            | novembre 1808 | Jean-Baptiste Dubois    |           |                                 |
| janvier 1808                             | novembre 1815 | Jacques François Dubois |           |                                 |
| novembre 1815                            | février 1853  | Jacques Pasturel        |           |                                 |
| avril 1853                               | août 1859     | Jean Jacques Danguy     |           |                                 |
| novembre 1859                            | janvier 1886  | Nestor Pasturel         |           |                                 |
| août 1886                                | avril 1890    | André Loisel            |           |                                 |
| juillet 1890                             | 1892 ?        | Victor Bazin            |           |                                 |
|                                          |               |                         |           |                                 |
| 1976                                     | 1983 (?)      | Louis Leroy             |           | Agriculteur                     |
| 1983                                     | mars 2001     | Roger Delarue           | RPR       | Agriculteur, conseiller général |
| mars 2001                                | décembre 2016 | Claudine Chapelier      | SE        | Gérante de société              |

Le conseil municipal est composé de onze membres dont le maire et deux adjoints.

## Population et société

### Démographie
L'évolution du nombre d'habitants est connue à travers les recensements de la population effectués dans la commune depuis 1793. À partir du 1er janvier 2009, les populations légales des communes sont publiées annuellement dans le cadre d'un recensement qui repose désormais sur une collecte d'information annuelle, concernant successivement tous les territoires communaux au cours d'une période de cinq ans. 
Pour les communes de moins de 10 000 habitants, une enquête de recensement portant sur toute la population est réalisée tous les cinq ans, les populations légales des années intermédiaires étant quant à elles estimées par interpolation ou extrapolation. Pour la commune, le premier recensement exhaustif entrant dans le cadre du nouveau dispositif a été réalisé en 2005,.
En 2022, la commune comptait 274 habitants, en évolution de −10,75 % par rapport à 2016 (Manche : +0,44 %, France hors Mayotte : +2,49 %).
| 1793 | 1800 | 1806 | 1821 | 1831 | 1836  | 1841 | 1846 | 1851  |
| ---- | ---- | ---- | ---- | ---- | ----- | ---- | ---- | ----- |
| 900  | 930  | 989  | 934  | 953  | 1 080 | 991  | 976  | 1 014 |

| 1856 | 1861  | 1866  | 1872 | 1876 | 1881 | 1886 | 1891 | 1896 |
| ---- | ----- | ----- | ---- | ---- | ---- | ---- | ---- | ---- |
| 885  | 1 041 | 1 009 | 903  | 910  | 890  | 800  | 766  | 703  |

| 1901 | 1906 | 1911 | 1921 | 1926 | 1931 | 1936 | 1946 | 1954 |
| ---- | ---- | ---- | ---- | ---- | ---- | ---- | ---- | ---- |
| 659  | 599  | 585  | 528  | 562  | 558  | 588  | 520  | 534  |

| 1962 | 1968 | 1975 | 1982 | 1990 | 1999 | 2005 | 2010 | 2015 |
| ---- | ---- | ---- | ---- | ---- | ---- | ---- | ---- | ---- |
| 535  | 521  | 443  | 350  | 350  | 329  | 338  | 307  | 305  |

| 2018 | - | - | - | - | - | - | - | - |
| ---- | - | - | - | - | - | - | - | - |
| 280  | - | - | - | - | - | - | - | - |

## Économie
Il y eut sur la commune jusqu'à 21 papeteries au XIXe siècle.

## Culture locale et patrimoine

### Lieux et monuments
- Église Notre-Dame-de-l'Assomption (XIIe, XVIe – XVIIIe siècles). Elle abrite un maître-autel à baldaquin et son retable à quatre colonnes corinthienne (XVIIIe), des fonts baptismaux (XVIIe), un aigle-lutrin à pied triangulaire (XIXe), un tableau de l'Ascension (XVIIIe), une verrière (XXe) de François Chapuis avec l'atelier Bazin[7].
- Croix de chemin au carrefour D911 - D33 du XVIIIe siècle et au lieu-dit Mocherel du XVIIe siècle[7].
- Lavoir.
- Oratoire.

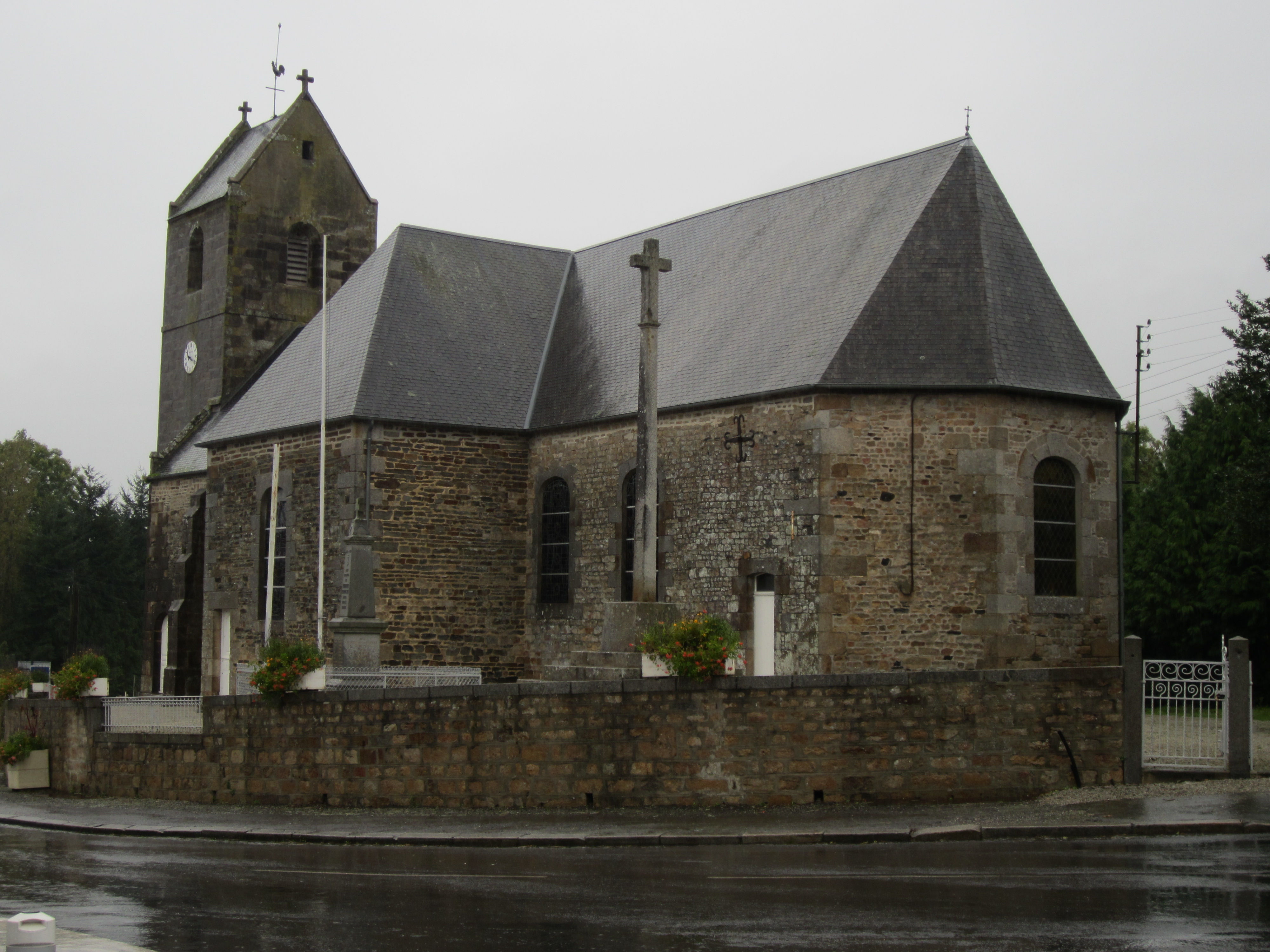
L'église Notre-Dame-de-l'Assomption.
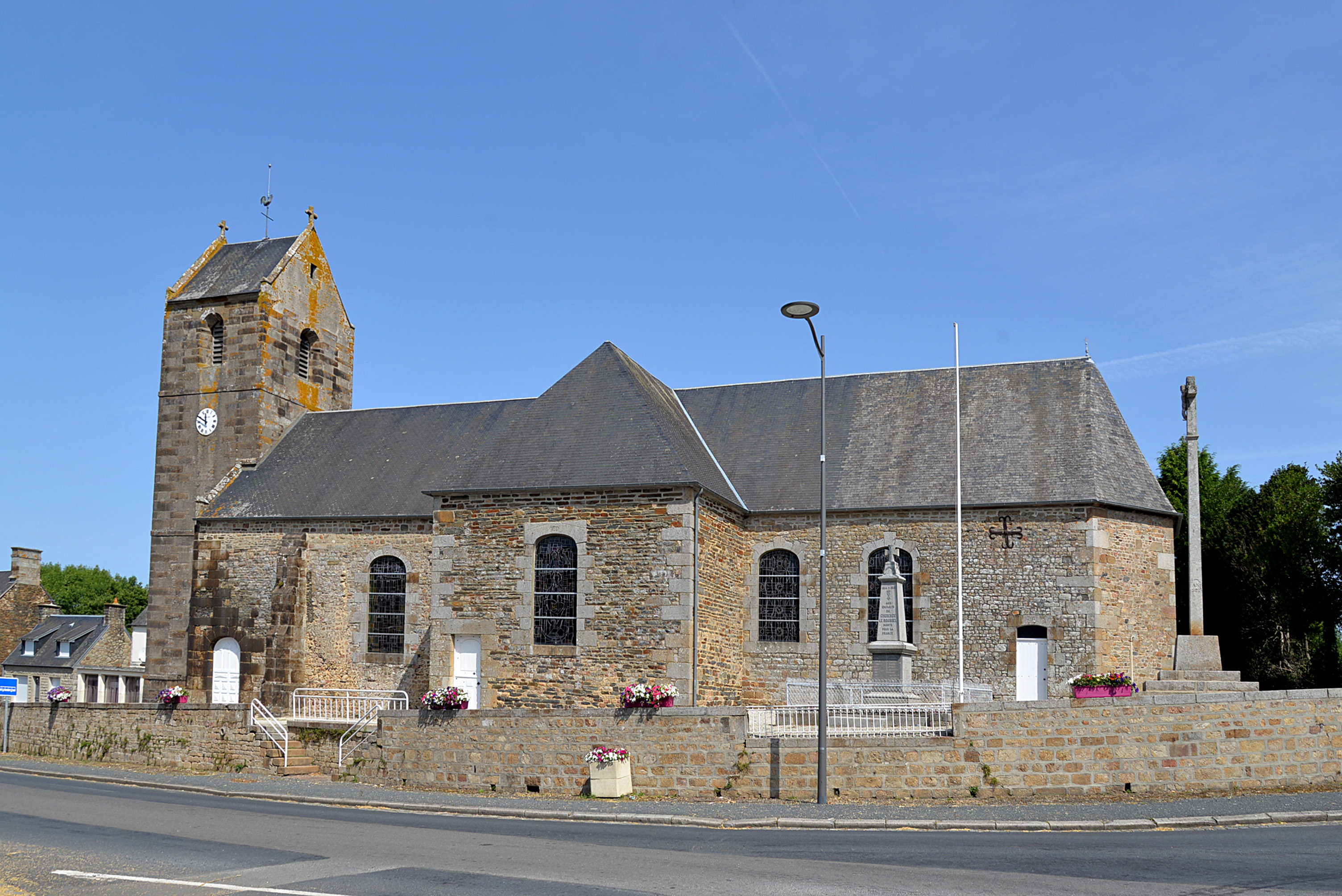
L'église Notre-Dame-de-l'Assomption.
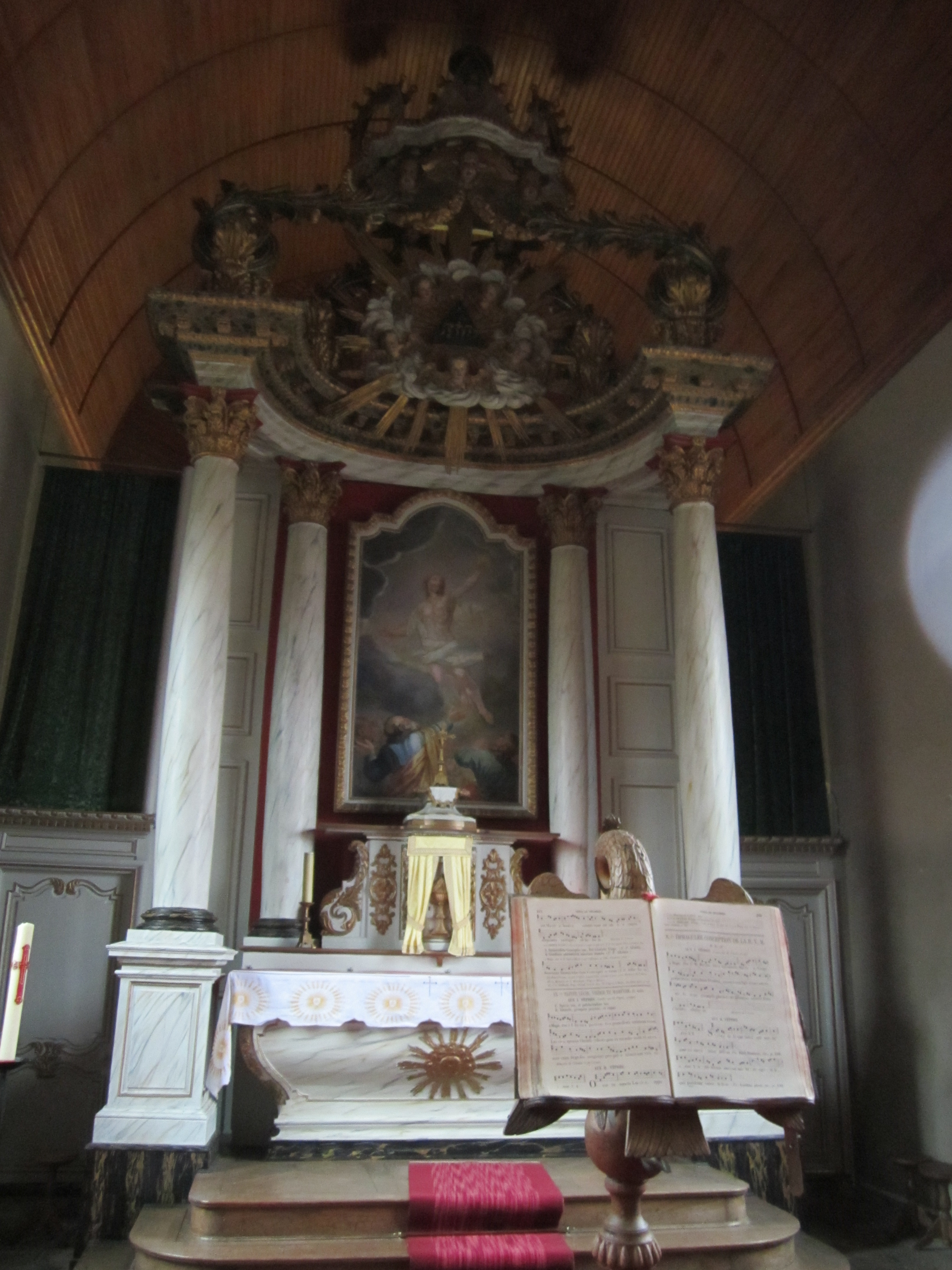
Le maitre-autel et le retable.
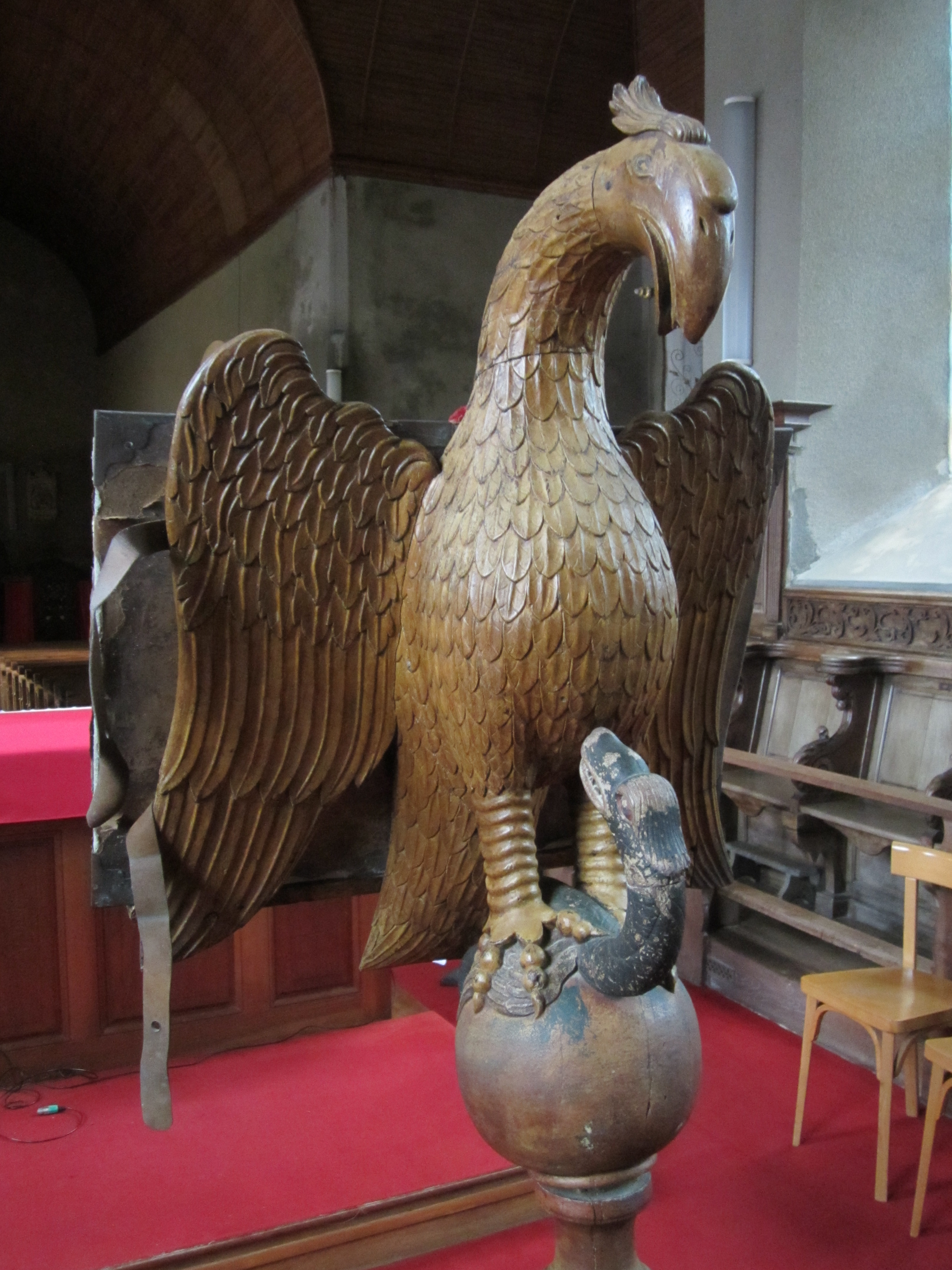
Le lutrin
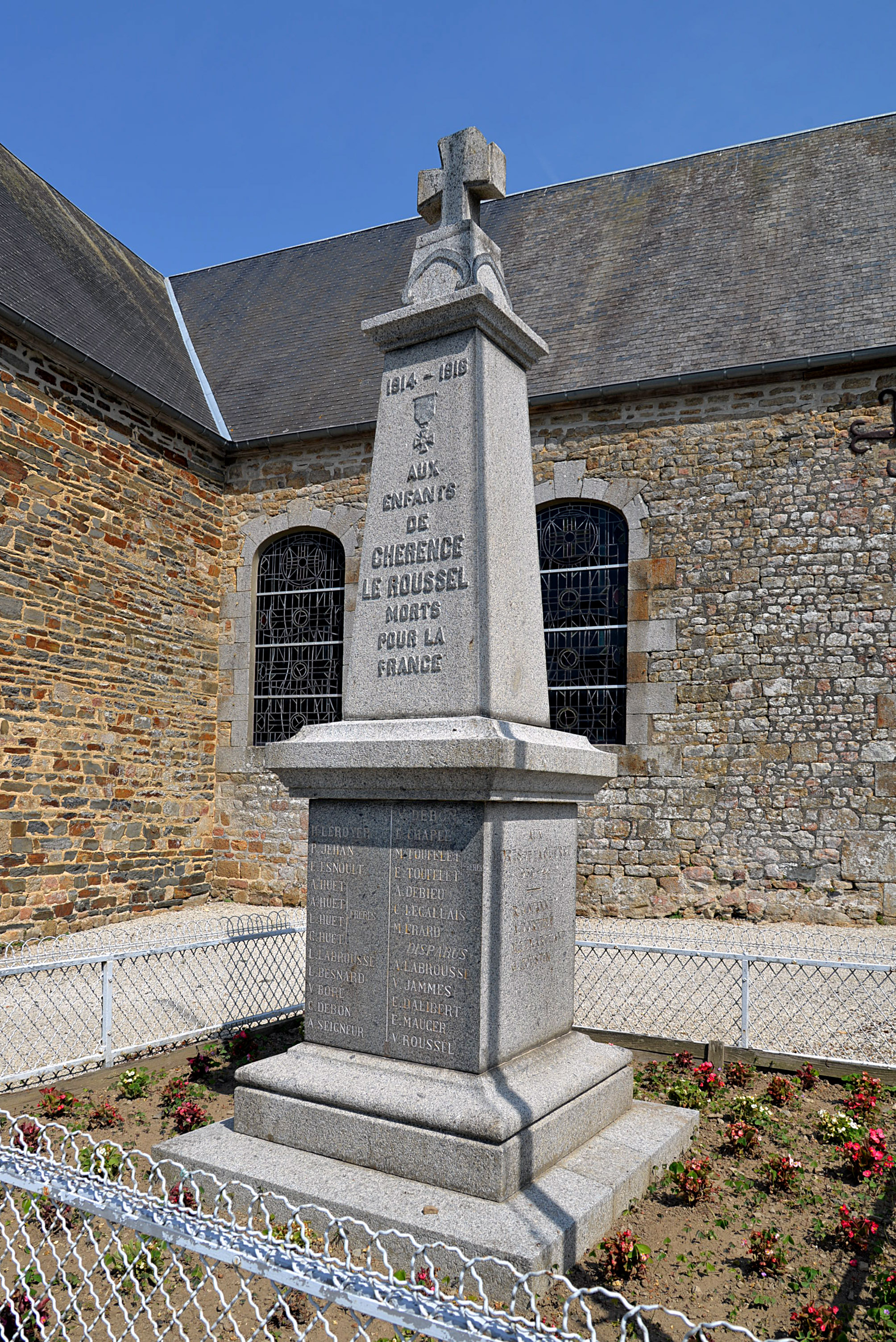
Le monument aux morts.
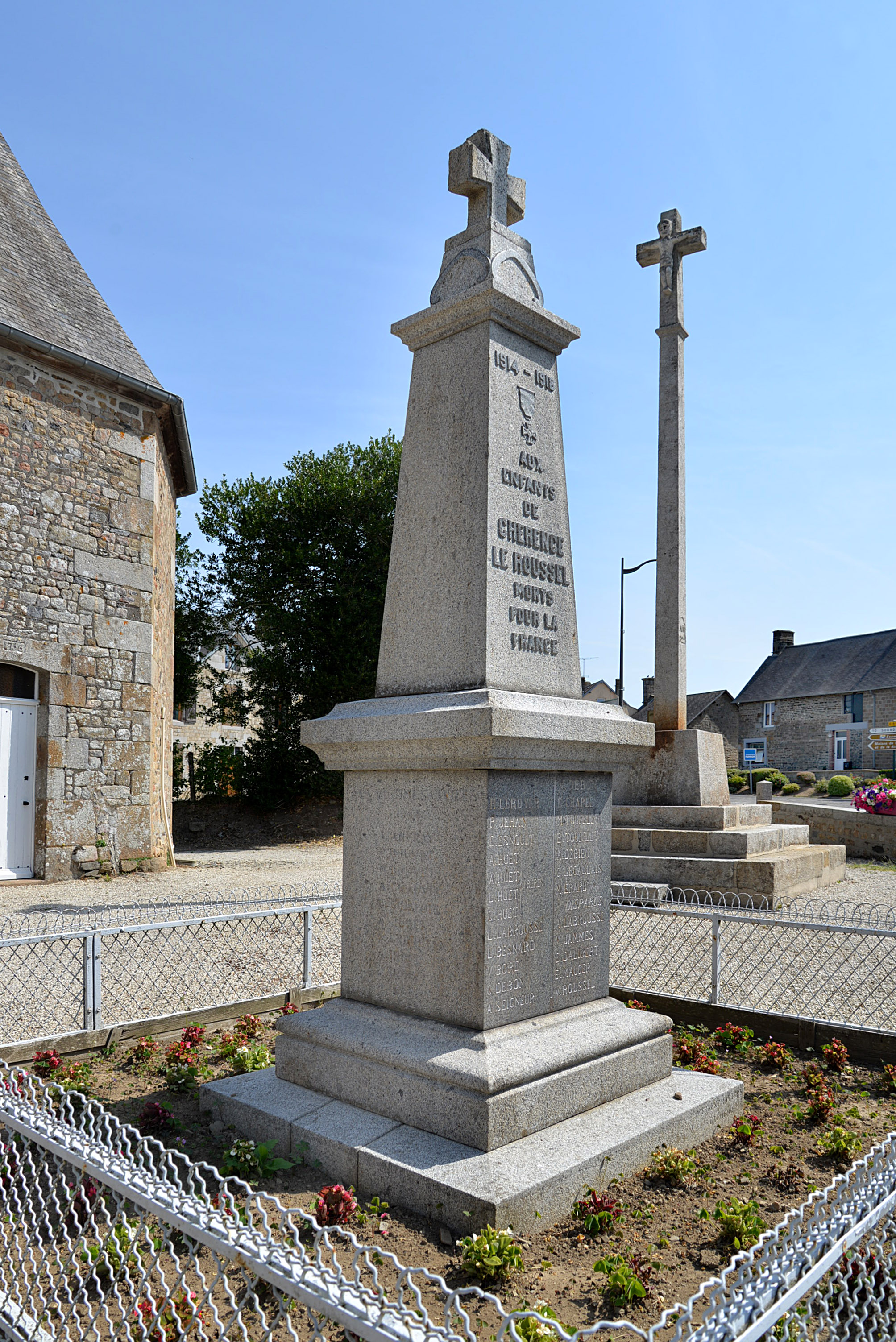
Le monument aux morts et la croix hosannière.

### Personnalités liées à la commune
- François Guesdon (1765-1807), né à Chérencé-le-Roussel, médecin, élu député au Conseil des Cinq-Cents[7].